# Emma C. Berry
L’Emma C. Berry est un sloop de pêche qui fut construit en 1866 dans le chantier naval Palmer de Noank, Connecticut.
Il est répertorié en tant que National Historic Landmark depuis 1994.

## Histoire
L’Emma C. Berry est le dernier survivant de ce type de bateau appelé aussi sloop smack ou Noank smack. C'était un sloop de pêche muni d'un vivier : l'eau de mer entrait et sortait librement par des orifices dans la coque.
En 1886, il a été modifié en goélette. En 1916 il a été muni d'un moteur à essence. En 1931, il a été restauré dans son état original.
En 1969, l’Emma C. Berry a été donné au Mystic Seaport.